# Allée de Grand-Selve
Pour les articles homonymes, voir Grand Selve.
L'allée de Grand-Selve (en occitan : alèa de Grand Selva) est une voie de Toulouse, chef-lieu de la région Occitanie, dans le Midi de la France.

## Situation et accès

### Description
L'allée de Grand-Selve est une voie publique de Toulouse. Elle traverse le quartier du même nom, dans le secteur 3 - Nord.
La chaussée compte une seule voie de circulation automobile à double-sens. Elle appartient à une zone 30 et la vitesse y est limitée à 30 km/h. Elle est de plus définie, entre la rue Froideterre et la rue des Sables, comme une vélorue, où la priorité absolue est donnée aux cyclistes. Il n'existe en revanche pas d'aménagement cyclable sur les autres sections de l'allée.

### Voies rencontrées
L'allée de Grand-Selve rencontre les voies suivantes, dans l'ordre des numéros croissants (« g » indique que la rue se situe à gauche, « d » à droite) :
1. Rue du Finistère (g)
2. Rue de Fabas (d)
3. Rue Roger-Braun (d)
4. Rue Roger-Berbel (d)
5. Place Roger-Loupiac (d)
6. Rue Froideterre (g)
7. Rue Thérèse-Avondo (d)
8. Rue Simone-Henry (g)
9. Rue des Vignes (d)
10. Rue des Sables (g)
11. Rue Fénelon (d)

## Odonymie
En 1955, lorsque le domaine du château de Grand-Selve fut partagé, l'allée du château fut naturellement désignée comme l'allée de Grand-Selve. Le domaine tient ce nom de l'abbaye de Grandselve, puissant monastère cistercien fondé au milieu du XIIe siècle au nord de Toulouse à Bouillac, sur la rive gauche de la Garonne. Le domaine toulousain servait particulièrement à l'entretien du collège Saint-Bernard, qui accueillait des étudiants de l'abbaye.

## Patrimoine et lieux d'intérêt

### Château de Grand Selve
C'est au milieu du XIIe siècle que l'abbé de Grandselve, Pons II, achète des terres dans la Lande, dans la campagne au nord de Toulouse. Elles sont affectées à partir du siècle suivant à l'entretien du collège Saint-Bernard, tenu par les moines de Grandselve. Une demeure est construite au milieu du XVIIIe siècle, vaste bâtisse rectangulaire, large de six travées, qui s'élève sur un étage, séparé par un cordon, et un niveau de comble à surcroît. Le rez-de-chaussée et l'étage sont percés d'ouvertures segmentaires, le comble de petites fenêtres rectangulaires . La tour, au sud, a une base carrée et s'élève sur deux étages, également séparés par des cordons, et coiffée d'un toit en pavillon en ardoise. Durant la Révolution française, le domaine est vendu comme bien national et acquis par la famille Bibent. Des travaux d'embellissement et d'agrandissement sont menés à cette période, avec la construction de la tour nord, similaire à la tour sud.
En 2007, le jardin est la nouvelle résidence « La Chapelle du Grand Selve » est construite à proximité du château.

### Groupe scolaire Grand-Selve
Le groupe scolaire de Grand Selve regroupe une école maternelle et une école élémentaire : la première compte 8 classes, la seconde 10 classes, pour un total de 530 élèves environ. Il est construit entre 2019 et 2021 sur les plans de l'architecte Raphaël Voinchet et W-Architectures, à l'emplacement de l'ancienne école, sur une parcelle de 7 400 m2, limitée par l'allée de Grand Selve, la rue Froideterre, la rue Flora-Tristan et la rue Simonne-Henry. Le rez-de-chaussée est occupé par les classes de maternelle, la cantine, l'administration et les salles des professeurs, tandis que l'étage est dévolu aux classes d’élémentaires.